# Agostino Pantò
Agostino Pantò (Alcamo, 11 settembre 1675 – Palermo, 11 giugno 1735) è stato un teologo, oratore e giurista italiano.

## Biografia
Agostino Pantò nacque ad Alcamo l'11 settembre 1675 e qui fece i primi suoi studi. Era un discendente dei Conti di Pierras in Catalogna; fin da giovane evidenziò alte capacità intellettive. All'età di sedici anni, indossato l'abito talare, si trasferì a Palermo,  dove conseguì la laurea in teologia. Dopo essere ritornato ad Alcamo, a soli 20 anni ebbe la cattedra in filosofia, e a ventitré anni predicò in modo lodevole la Quaresima nella Chiesa madre di Alcamo, dimostrando particolare attitudine per l’oratoria; lo stesso anno venne nominato assessore e vicario generale dal vescovo di Mazara del Vallo, Bartolomeo Castelli, ma il Pantò rinunciò per ritornare a Palermo.
Nel 1700 si spostò a Roma per accompagnare l’abate mons. Riggio (poi vescovo), di cui era diventato amico, quando questo prelato si dovette trasferire, e allo scopo di perfezionare i suoi studi di filosofia, teologia dommatica; nella capitale si occupò anche della storia della Chiesa, e soprattutto di giurisprudenza, nella quale disciplina ottenne la laurea dottorale presso l’Università della Sapienza. Strinse pure amicizia con famosi letterati e fu caro a mons. Giusto Fontanini, a mons. (poi cardinale) Passionei, a mons. Girolamo Crispi, arcivescovo di Ravenna, al cardinal Tomasi. 
Scrisse un nuovo Quaresimale, che predicò non solo nelle chiese di Roma, ma in quasi tutta l’Italia, per cui si distinse per la sua eloquenza;  fu tenuto in grande stima da celebri letterati italiani, come Ludovico Antonio Muratori e mons. Marco Battaglini, vescovo di Nocera.
Il cardinal Marcello Durazzo, vescovo di Faenza, lo scelse come esaminatore sinodale. Fu poi eletto pubblico lettore di teologia dogmatica presso il Collegio missionario di Propaganda Fide di Roma.
Gli furono offerte altre diverse importanti cariche che quasi sempre non accettò.
Fu proposto a papa Clemente XI dal cardinale Gaspare Carpegna, suo  protettore, come vescovo di Castellammare di Stabia, ma lui, con molta modestia, non si considerava idoneo per tale incarico, volendosi dedicare  alla cura delle anime. Alla morte di Mons. Riggio fu nominato direttore di Teologia Dommatica presso il Collegio de Propaganda Fide, ma 2 anni dopo pose fine alla sua carriera ecclesiastica e letteraria romana, ritornando a Palermo per motivi di  salute.
Ma, sempre preso dall’impegno, diede un grande contributo al progresso dell’istruzione e alla riforma dello studio della giurisprudenza in Sicilia: infatti essa veniva appresa piuttosto praticamente che per teorie e princìpi. Per porre rimedio a questa situazione, nel 1727 Pantò fondò l’Accademia Giustinianea, e ispirandosi anche a giuristi come Jacques Cujas e Hugo Donellus, realizzò quella rivoluzione già attuata in Francia, Germania e Italia, che prevedeva il passaggio dallo studio pratico al teorico.
Il 18 gennaio 1722, nel Duomo di Palermo, recitò una magnifica orazione in favore della redenzione degli schiavi a Tunisiː in parecchie occasioni fece sfoggio della sua conoscenza della teologia dommatica, e fu nominato come teologo canonista nella commissione per l’osservanza dei sacri canoni.
Durante il suo lungo soggiorno a Palermo, godette anche la stima dei viceré di Sicilia, di Francesco I di Borbone e del re di Spagna. Nel 1729 venne nominato canonico della Cappella Palatina (dove fu poi seppellito) e quindi docente di diritto civile, canonico e delle genti, nel Collegio dei Nobili,  gestito dai Padri Teatini.
Morì a Palermo l'11 giugno 1735.

## Opere
- Orazione del dottor d. Agostino Pantò canonico della regia, ed imperial Cappella di S. Pietro nel sagro palazzo di Palermo detta nella metropolitana chiesa della medesima felice, e fedelissima città in occasione del riscatto de'cristiani schiavi in Tunis, e solenne processione fatta dalla redenzion de'cattivi di Sicilia nell'anno 17";  Palermo, tip. Angelo Felicella, 1729[4]
- Ragionamento del Canonico dottor Agostino Pantò intorno alle lodi Del Gius Civile, Canonico e delle Genti, e retta maniera d’appararsi della Nobile Gioventù nel Collegio de’  R.R.  P.P. Teatini; Palermo, Per Gramignani nella Stamperia del sopradetto Collegio de’Nobili; 1734[5]
- Quaresimale, raccolta di prediche
- Dissertazione intorno alle lodi del diritto civile, canonico, e delle genti
- Le istituzioni maggiori e minori del diritto romano
- Le istituzioni del diritto ecclesiastico
- Il codice delle leggi siciliane
- Le istituzioni del diritto di natura e delle genti
- Il diritto pubblico siciliano
- Il criterio dell'onestà naturale contro il falso sistema di Obbes